# Manhattan Beach (Brooklyn)

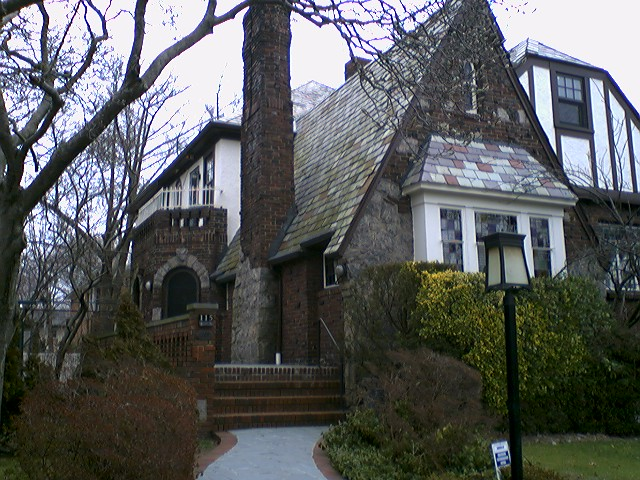
Residencia en Manhattan Beach.

Manhattan Beach es un barrio residencial en el distrito de Brooklyn en Nueva York. Sus fronteras son el océano Atlántico al sur y este, la bahía Sheepshead al norte y Brighton Beach al oeste. Tradicionalmente conocido como un barrio de italianos y judíos askenazíes, también cuenta con una comunidad importante de judíos sefardíes y una gran presencia de rusos y judíos. Es conocido por ser uno de los barrios más ricos en Brooklyn, con algunos de los bienes inmuebles más caros del distrito. La zona es parte del Brooklyn Community Board 15 y está representada por el Grupo Comunitario de Manhattan Beach, establecido hace 67, y por la Asociación de Vecinos de Manhattan Beach, fundada en 2008.
Manhattan Beach recibe el nombre por su playa en el océano Atlántico, situada en el extremo este de Coney Island. Fue desarrollado en el último cuarto del siglo XIX como centro vacacional por Austin Corbin, posteriormente el presidente del ferrocarril de Long Island. Manhattan Beach está servido por el 61.er distrito policial del Departamento de Policía de Nueva York.

## Educación
El Kingsborough Community College, que es parte de la Universidad de la Ciudad de Nueva York, ocupa todo el extremo oriental de Manhattan Beach. 
Manhattan Beach, como todo Nueva York, está representado por el Departamento de Educación de la Ciudad de Nueva York. La PS 195 Manhattan Beach School se ocupa de los grados K-5 y la PS 225 The Eileen E. Zaglin School de los grados 6-8. Zaglin está compuesta por estudiantes de K-8, pero Manhattan Beach cuenta con una escuela diferente para K-5. PS 225 está nombrado en honor a Eileen E. Zaglin. El edificio data de 1929. En 1992, la escuela de educación especial P771K inició su apertura en este edificio, y cuenta con un programa único. 
El Instituto de Ciencias Leon M. Goldstein está situado en la zona, en el campus del Kingsborough College. Las escuelas privadas son la Yeshiva of Manhattan Beach, una escuela judía de los grados K-8, y la Yeshiva Gedolah Bais Shimon of Manhattan Beach. Otros institutos y escuelas cercanos son el Instituto de Estudios Costeros Rachel Carson, el Instituto John Dewey, el Instituto Vocacional William E. Grady, el Instituto Sheepshead Bay, el Instituto Abraham Lincoln y el Kingsborough Early College Secondary School.

## Residentes notables
- William Modell (1921-2008), presidente de Modell's Sporting Goods[5]